# Motuo (häradshuvudort i Kina, Tibet Autonomous Region, lat 29,31, long 95,31)
Motuo (kinesiska: 墨脱, 墨脱镇) är en häradshuvudort i Kina. Den ligger i den autonoma regionen Tibet, i den sydvästra delen av landet, omkring 410 kilometer öster om regionhuvudstaden Lhasa. Antalet invånare är 3 157. Befolkningen består av 1 438 kvinnor och 1 719 män. Barn under 15 år utgör 22,0 %, vuxna 15-64 år 73 %, och äldre över 65 år 3,0 %.
Trakten runt Motuo är nära nog obefolkad, med mindre än två invånare per kvadratkilometer. Det finns inga andra samhällen i närheten. I omgivningarna runt Motuo växer i huvudsak blandskog.
Genomsnittlig årsnederbörd är 1 873 millimeter. Den regnigaste månaden är juni, med i genomsnitt 361 mm nederbörd, och den torraste är november, med 9 mm nederbörd.